# Markapur
Markapur (Telugu మార్కాపురం Mārkāpuraṁ) ist eine Stadt im indischen Bundesstaat Andhra Pradesh.
Die Stadt ist Teil des Distrikt Prakasam. Markapur hat den Status einer Municipality. Die Stadt ist in 11 Wards gegliedert.

## Demografie
Die Einwohnerzahl der Stadt liegt laut der Volkszählung von 2011 bei 71.092. Markapur hat ein Geschlechterverhältnis von 992 Frauen pro 1000 Männer und damit einen für Indien häufigen Männerüberschuss. Die Alphabetisierungsrate lag bei 77,0 % im Jahr 2011. Knapp 80 % der Bevölkerung sind Hindus, ca. 19 % sind Muslime und ca. 1 % gehören einer anderen oder keiner Religion an. 11,5 % der Bevölkerung sind Kinder unter 6 Jahren.